# Liste der Biografien/Bory
Liste der Biografien |
Portal Biografien |
Personensuche
# |
A |
B |
C |
D |
E |
F |
G |
H |
I |
J |
K |
L |
M |
N |
O |
P |
Q |
R |
S |
T |
U |
V |
W |
X |
Y |
Z |
?
 
Ba |
Be |
Bd |
Bg |
Bh |
Bi |
Bj |
Bl |
Bm |
Bn |
Bo |
Br |
Bs |
Bu |
Bw |
By |
Bz
 
Boa–Boc |
Bod |
Boe |
Bof |
Bog |
Boh |
Boi–Bok |
Bol |
Bom |
Bon |
Boo |
Bop |
Boq |
Bor |
Bos |
Bot |
Bou |
Bov–Boz
 
Bora |
Borb |
Borc |
Bord |
Bore |
Borg |
Borh |
Bori |
Borj |
Bork |
Borl |
Borm |
Born |
Boro |
Borq |
Borr |
Bors |
Bort |
Boru |
Borv |
Borw |
Bory |
Borz
Die Liste der Biografien führt alle Personen auf, die in der deutschsprachigen Wikipedia einen Artikel haben. Dieses ist eine Teilliste mit 25 Einträgen von Personen, deren Namen mit den Buchstaben „Bory“ beginnt.

## Bory
- Bory de Saint-Vincent, Jean Baptiste (1780–1846), französischer Naturforscher, Botaniker und Oberst
- Bory, Alphonse (1838–1891), Schweizer Politiker (FDP)
- Bory, Jean-Louis (1919–1979), französischer Schriftsteller und Filmkritiker
- Bory, Jenő (1879–1959), ungarischer Bildhauer und Architekt
- Bory, Johana (1977–2010), französische Schauspielerin und Puppenspielerin

### Boryc
- Borycki, Amber (* 1983), kanadische Schauspielerin

### Borye
- Boryer, Lucy (* 1966), US-amerikanische Schauspielerin

### Boryk
- Boryk, Sjarhej (* 1977), belarussischer Billardspieler

### Boryl
- Boryla, Vince (1927–2016), US-amerikanischer Basketballspieler, -trainer, -funktionär und -scout

### Borys
- Borys, Adam (1909–1986), polnischer Oberstleutnant der Streitkräfte
- Borys, Karol (* 2006), polnischer Fußballspieler
- Borys, Olga (* 1974), polnische Schauspielerin
- Borys, Piotr (* 1976), polnischer Politiker, MdEP
- Borys, Stan (* 1941), polnischer Rock-Sänger und Texter
- Borys, Tim (* 1991), schweizerisch-deutscher Schauspieler
- Borysenko, Sascha (* 1944), Bodybuilder, Stuntman und Schauspieler
- Borysewicz, Edward (1939–2020), polnischer Radrennfahrer und Nationaltrainer im Radsport
- Borysiewicz, Leszek (* 1951), britischer Mediziner
- Borysiuk, Ariel (* 1991), polnischer Fußballspieler
- Boryskowicz, Isaak († 1643), orthodoxer Bischof
- Borysowski, Stanisław (1906–1988), polnischer Maler, Grafiker und Zeichner
- Boryspolez, Platon (1805–1880), ukrainisch-russischer Maler, Lithograph und Artillerieoffizier
- Boryssenko, Pawlo (* 1987), rumänisch-ukrainischer Eishockeyspieler
- Boryssenko, Ruslan (* 1983), ukrainischer Eishockeyspieler
- Boryssyk, Ihor (* 1984), ukrainischer Schwimmer